# Bandera del Distrito de Columbia
La bandera del Distrito de Columbia es blanca, con tres estrellas rojas de cinco puntas sobre dos barras rojas. Su diseño está basado en el escudo de armas de la familia de George Washington.

## Historia

Escudo de armas de la familia de George Washington.

Durante casi un siglo, el Distrito de Columbia no tuvo una bandera oficial, hasta que en 1938, el Congreso estableció una comisión para elegir bandera. La comisión acabó eligiendo mediante concurso público el diseño de Charles A.R. Dunn, un diseñador gráfico. Su propuesta fue oficialmente adoptada el 15 de octubre de 1938.
- Datos: Q906340
- Multimedia: Flags of Washington, D.C. / Q906340